# Bells of Doom
Bells of Doom es un álbum compilación de la banda Therion, realizado por su fanclub (ahora llamado Therion Society) en el 2001. El álbum fue puesto a la venta solo para los fanes de la sociedad de Therion, pero ahora esta a la venta para todos en la página oficial de Therion. Este contiene las pocas canciones grabadas por la banda cuando tenían el nombre Blitzkrieg y To Mega Therion. Este estuvo a la venta para todos pero la discográfica Nuclear Blasst dijo que no lo pondrían a la venta de nuevo lo que produjo que este se vendiera totalmente.

## Canciones
1. Blitzkrieg - "Rockn' Roll Jam"
2. Blitzkrieg - "Scared to Death (Excerpt)"
3. Therion - "Bells of Doom"
4. Therion - "Macabre Declension"
5. Therion - "Paroxysmal Holocaust"
6. Therion - "Outro"
7. Therion - "Ravaged"
8. Therion - "Black (demo)"
9. Therion - "Melez (demo)"
10. Therion - "Path of the Psychopath"